# سيارة مصفحة (مدنية)

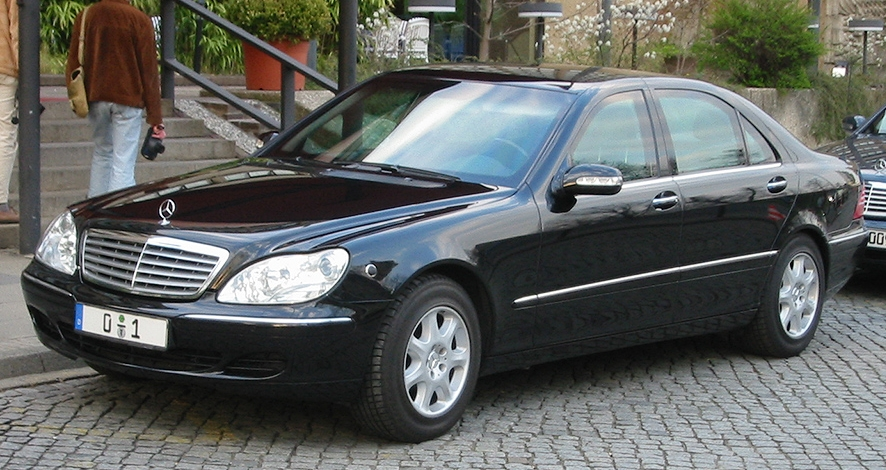
مرسيدس بنز مصفحة، السيارة المخصصة لرئيس ألمانيا.

السيارة المصفحة المدنية هي نوع من السيارات المدنية التي يتم فيها استبدال الزجاج العادي بزجاج مضاد للرصاص وتركيب طبقات من درع صفيحي ضمن جسم المركبة، وعلى عكس السيارات المصفحة العسكرية فإنه لا تضاف دروع مركبة على خارج المركبة، فالسيارات المصفحة المدنية تبدو مشابهة لغيرها من السيارات المدنية بالرغم من كونها مصفحة.